# Самойловское муниципальное образование
Самойловское муниципальное образование — городское поселение в Самойловском районе Саратовской области Российской Федерации.
Административный центр — рабочий посёлок Самойловка.

## История
Статус и границы городского поселения установлены Законом Саратовской области от 29 декабря 2004 года № 116-ЗСО «О муниципальных образованиях, входящих в состав Самойловского муниципального района».

## Население
| 2009  | 2010  | 2011  | 2012  | 2013  | 2014  | 2015  |
| ----- | ----- | ----- | ----- | ----- | ----- | ----- |
| 7955  | ↗8260 | ↘8216 | ↘8062 | ↘7864 | ↘7708 | ↘7543 |
| 2016  | 2017  | 2018  | 2019  | 2020  | 2021  |       |
| ↘7431 | ↘7362 | ↘7236 | ↘7140 | ↘7008 | ↗7053 |       |

## Состав городского поселения
| № | Населённый пункт | Тип населённого пункта                  | Население |
| - | ---------------- | --------------------------------------- | --------- |
| 1 | Алексеевский     | посёлок                                 | ↘97       |
| 2 | Залесянка        | село                                    | ↘583      |
| 3 | Самойловка       | рабочий посёлок, административный центр | ↗6571     |